# 岩月直樹
岩月 直樹（いわつき なおき、1973年 - ）は、日本の法学者。専攻は国際法。立教大学法学部教授。

## 経歴
- 1996年3月 早稲田大学法学部卒業
- 1998年3月 東京大学大学院法学政治学研究科修士課程修了
- 2000年10月 パリ第１大学大学院国際法国際組織法専門研究課程修了
- 2002年3月 東京大学大学院法学政治学研究科博士課程中退
- 2002年4月 東京大学社会科学研究所助手
- 2003年4月 立教大学法学部国際・比較法学科専任講師。
- 2005年4月 立教大学法学部法学科助教授
- 2007年4月 立教大学法学部法学科准教授
- 2012年4月 立教大学法学部法学科教授

## 著書
- 『国際法で世界がわかる ニュースを読み解く32講』(共著)(岩波書店、2016年)